# Policía del gueto judío

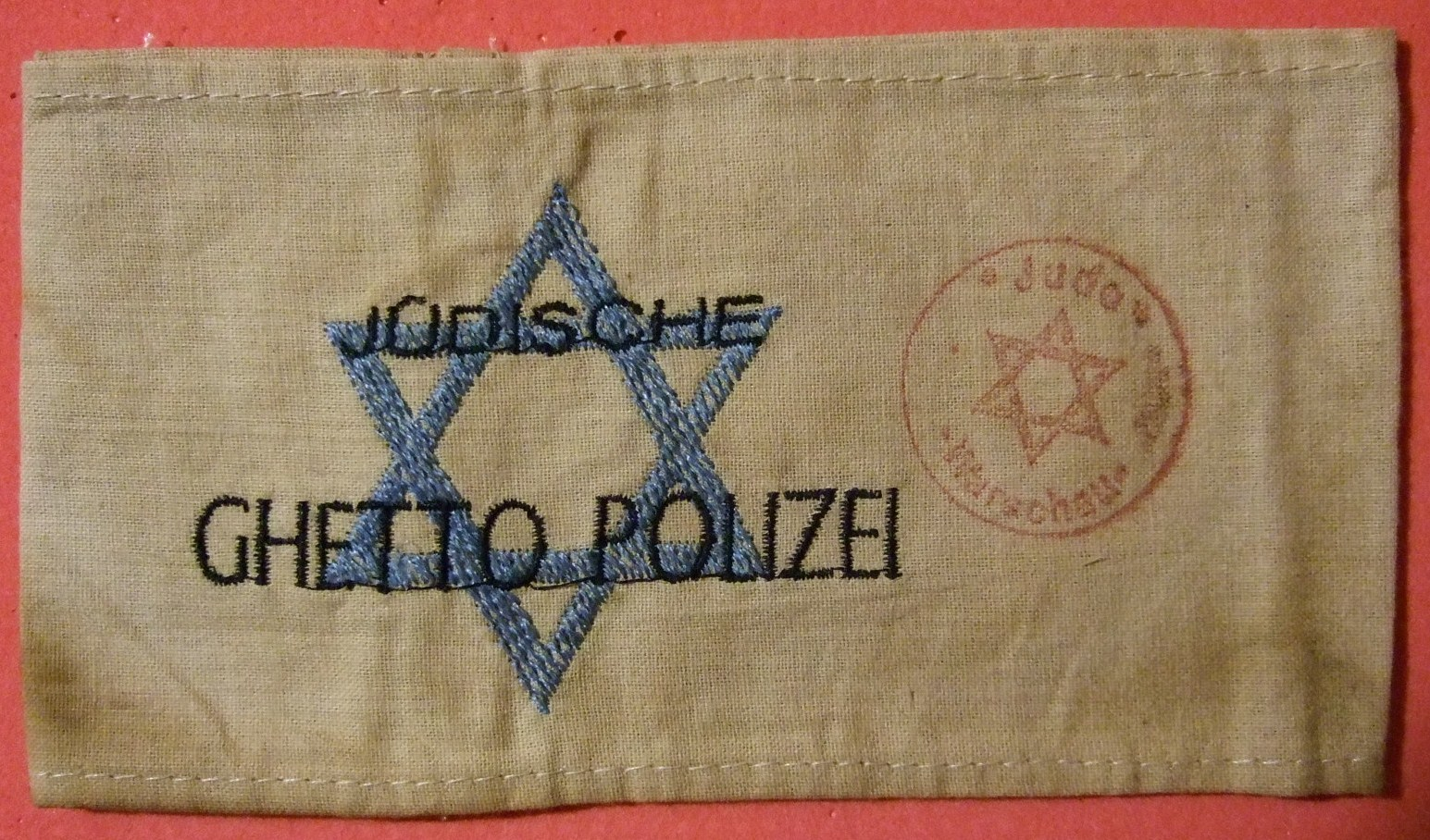
Brazalete de la policía del gueto judío.

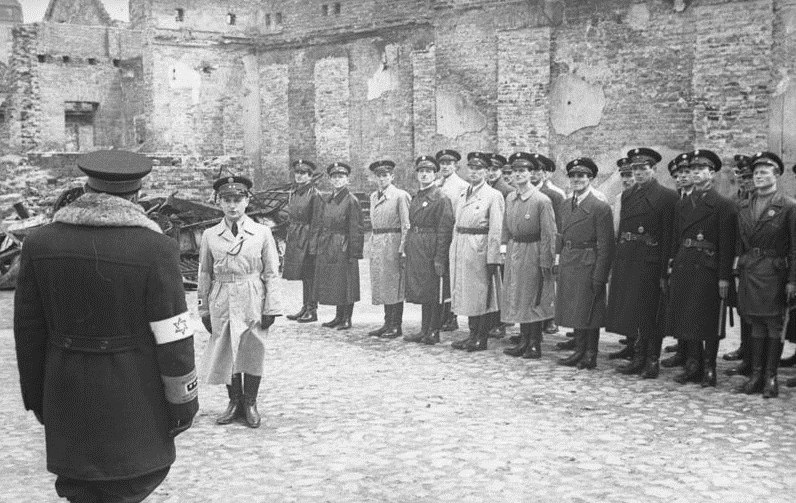
La Policía judía desplegada en el Gueto de Varsovia (1941).

La Policía del gueto judío (en alemán Jüdische Gheto-Polizei o Jüdischer Ordnungsdienst), también conocida como el Servicio de Orden Judío y llamada por los judíos la Policía Judía, eran las unidades de policía organizadas en los guetos por los consejos locales (Judenrat) bajo órdenes de los soldados de la Alemania nazi. Los servicios de la llamada "Policía Judía" también estuvieron activos en algunos campos de concentración nazis.

## Historia
En el Gueto de Varsovia la jüdische Ordnungsdienst llegó a contar con una fuerza de 2.500 efectivos, en el Gueto de Łódź fueron unos 1.200 y en el Gueto de Lvov una fuerza de 500 hombres. En los grandes guetos los comandantes eran oficiales y se dispuso de una estructura más compleja con divisiones administrativas y zonas, pero en los pequeños guetos esto no era necesario. Emanuel Ringelblum, historiador polaco del gueto de Varsovia, describió la crueldad de la policía del gueto como "a veces aún más cruenta que la del propio ejército nazi".
Al final de la guerra, algunos antiguos miembros de la Policía judía fueron acusados de colaboracionismo en el Holocausto, y en Israel algunos de ellos llegaron a ser juzgados, aunque finalmente todos quedaran absueltos al entenderse que esto se había producido en unas "circunstancias extraordinarias. La Banalidad de Mal.".

## Organización
La Judendienstordnung o Policía Judía (también apodados "ODmans") eran fuerzas policiales judías que funcionaban dentro del entramado de los distintos guetos organizados por los alemanes y desempeñaban sus servicios en algunos campos de exterminio y campos de trabajo forzado. Esta policía del gueto estaba, hasta cierto nivel, controlada casi autónomamente por el Judenrat. Los miembros que formaban la "Judendienstordnung" no estaban autorizados a portar armas, y su labor principal fue la de asegurar la deportación de los judíos de los guetos controlados a los campos de concentración.
Sus miembros estaban formados principalmente por judíos que no habían tenido una actividad moderante con la comunidad que ahora vigilaban (especialmente cuando las vigilancias se incrementaron y las deportaciones comenzaron), y por aquellos que eran considerados dóciles a la hora de recibir y acatar las órdenes de los soldados alemanes que los controlaban. En los guetos donde el Judenrat se resistía a aceptar dichas órdenes, la "Policía Judía" era empleada para controlar el orden e inclusive suplantar las funciones de los consejos o Judenrat. Al igual que todos los judíos en territorio alemán, los policías regulares también debieron llevar cosida la estrella de David, mientras que para su identificación como agentes de policía disponían de gorra y brazalete. A su vez, el personal de seguridad estaba equipado con porras de goma.